# Артаван (Вайоц-Дзор)
Артаван (вірм. Արտավան) — село в марзі Вайоц-Дзор, на півдні Вірменії. Село розташоване за 15 км на південний схід від міста Вайк та за 25 км на південь від міста Джермук.
В селі розташовані хачкари X-XV століття.